# 154 Velorum
154 Velorum (O Velorum) é uma estrela na direção da Vela. Possui uma ascensão reta de 09h 43m 42.30s e uma declinação de −53° 53′ 28.9″. Sua magnitude aparente é igual a 5.56. Considerando sua distância de 355 anos-luz em relação à Terra, sua magnitude absoluta é igual a 0.38. Pertence à classe espectral A0V.